# Piaskownica (bezpieczeństwo informatyczne)
Piaskownica (ang. sandbox) – mechanizm izolacji uruchamianych programów komputerowych od reszty systemu służący poprawie bezpieczeństwa. W szczególności technikę tę wykorzystuje się do uruchamiania programów z niezaufanych źródeł.
Na piaskownicę składa się ściśle nadzorowany zestaw zasobów systemu utworzonych w obszarach roboczych pamięci operacyjnej oraz masowej. Uruchamiane w niej programy najczęściej mają ograniczone prawa dostępu do sieci, systemu operacyjnego, urządzeń wejścia-wyjścia itp. Jednym z popularnych rozwiązań z tej kategorii jest wirtualizacja.
Przykładem piaskownicy są zasoby przeznaczone dla wykonywania apletów Adobe Flash, Javy i Silverlight osadzonych w stronach www, systemy typu Online judge używane przy organizowaniu na przykład konkursów programistycznych.